# Vuelta a Colombia 2021
La 71.ª edición de la Vuelta a Colombia fue una carrera de ciclismo en ruta por etapas que se celebró entre el 16 y el 25 de abril de 2021 e inició con una contrarreloj en la ciudad de Yopal y terminó con un circuito urbano alrededor del Parque nacional Enrique Olaya Herrera en la ciudad de Bogotá en Colombia. El recorrido constó de un prólogo y 9 etapas sobre una distancia total de 1190,2 km.
La carrera marcó el regreso de la competencia al calendario UCI como parte del circuito UCI America Tour 2021 dentro de la categoría 2.2 y fue ganada por el antioqueño José Tito Hernández del Medellín. El podio lo completaron, en segundo lugar Alexander Gil del Idea-Antioqueño-Lotería de Medellín y en tercer lugar Aristóbulo Cala del Sundark.

## Equipos participantes
Tomaron la partida un total de 25 equipos, de los cuales 5 fueron de categoría Continental y 20 equipos aficionados, quienes conformaron un pelotón de 173 ciclistas de los cuales terminaron 89. Los equipos participantes fueron:
| Equipos continentales (5)- Colnago CM Team - Medellín - Pio Rico Cycling Team - Canel's-ZeroUno - Panamá es Cultura y Valores Equipos ciclistas aficionados (20)- EPM-Scott - Idea-Antioqueño-Lotería de Medellín - Colombia Tierra de Atletas-GW - Movistar Team Ecuador - UAE Team Colombia - Supergiros-Alcaldía de Manizales - Sundark Arawak - Gob. del Tolima-Tolima Es Pasión - Liga Cundinamarca Indeportes-Néctar - EBSA Empresa de Energía Boyacá - Herrera Sport-Ropa Deportiva - Bicicletas Strongman-Relojes G Force - Recapi-Llaneros - Fundación Esteban Chaves - Team Cartagena-Liga de Bolívar - Soñando Colombia - Liro-Alcaldía de La Vega - Boyacá-Construcciones Zea-Faro - Fundación Depormundo - Ediciones Mar-Alcaldía Santana Irdet |
| |

## Etapas
| Etapa     | Fecha     | Recorrido                 | type                    | Distancia (km) | Ganador              | Líder               |
| --------- | --------- | ------------------------- | ----------------------- | -------------- | -------------------- | ------------------- |
| Prólogo   | 16 de abr | Yopal – Yopal             | contrarreloj individual | 7,6            | Óscar Sevilla        | Óscar Sevilla       |
| 1.ª etapa | 17 de abr | Yopal – Yopal             | etapa escarpada         | 188,1          | Nelson Soto Martínez | Óscar Sevilla       |
| 2.ª etapa | 18 de abr | Paipa – Tocancipá         | etapa escarpada         | 140,2          | Luis Carlos Chía     | Bryan Gómez         |
| 3.ª etapa | 19 de abr | Mosquera – Ibagué         | etapa de media montaña  | 181,1          | Brayan Sánchez       | Óscar Sevilla       |
| 4.ª etapa | 20 de abr | Ibagué – Alto de La Línea | etapa de montaña        | 122,2          | Yesid Pira           | Yesid Pira          |
| 5.ª etapa | 21 de abr | Armenia – Belalcázar      | etapa de media montaña  | 146            | Aldemar Reyes Ortega | Yesid Pira          |
| 6.ª etapa | 22 de abr | Chinchiná – Manizales     | cronoescalada           | 19,8           | Brayan Sánchez       | Juan Pablo Suárez   |
| 7.ª etapa | 23 de abr | Manizales – Mariquita     | etapa de montaña        | 118,8          | Robinson Chalapud    | Juan Pablo Suárez   |
| 8.ª etapa | 24 de abr | Mariquita – Alto del Vino | etapa de montaña        | 140,4          | Darwin Atapuma       | José Tito Hernández |
| 9.ª etapa | 25 de abr | Bogotá – Bogotá           | etapa llana             | 126            | Óscar Quiroz         | José Tito Hernández |

### Prólogo
| Yopal - Yopal | contrarreloj individual | (7,6 km) |

| \| Clasificación de la etapa \| Clasificación de la etapa \| Clasificación de la etapa \| Clasificación de la etapa \| Clasificación de la etapa \| \| Ciclista \| Ciclista \| Equipo \| Tiempo \| \| \| ------------------------- \| ------------------------- \| ----------------------------------- \| ------------------------- \| ------------------------- \| \| 1.º \| Óscar Sevilla \| Medellín-EPM \| 8 min 43 s \| \| \| 2.º \| Fabio Duarte \| Medellín-EPM \| + 2 s \| \| \| 3.º \| Bryan Gómez \| Supergiros-Alcaldía de Manizales \| + 3 s \| \| \| 4.º \| Daniel Jaramillo \| Idea-Antioqueño-Lotería de Medellín \| + 10 s \| \| \| 5.º \| José Tito Hernández \| Medellín-EPM \| + 15 s \| \| \| 6.º \| Hernando Bohórquez \| EPM-Scott \| + 15 s \| \| \| 7.º \| Franklin Archibold \| Panamá es Cultura y Valores \| + 16 s \| \| \| 8.º \| Didier Chaparro \| Supergiros-Alcaldía de Manizales \| + 19 s \| \| \| 9.º \| Rafael Stiven Pineda \| Colnago CM Team \| + 19 s \| \| \| 10.º \| Frank Osorio \| \| + 20 s \| \| |                      |                                     |            |
| |                      |                                     |            |
| Fuente: ProCyclingStats |                      |                                     |            |
| Clasificación de la etapa |                      |                                     |            |
| Ciclista | Ciclista             | Equipo                              | Tiempo     |
| 1.º | Óscar Sevilla        | Medellín-EPM                        | 8 min 43 s |
| 2.º | Fabio Duarte         | Medellín-EPM                        | + 2 s      |
| 3.º | Bryan Gómez          | Supergiros-Alcaldía de Manizales    | + 3 s      |
| 4.º | Daniel Jaramillo     | Idea-Antioqueño-Lotería de Medellín | + 10 s     |
| 5.º | José Tito Hernández  | Medellín-EPM                        | + 15 s     |
| 6.º | Hernando Bohórquez   | EPM-Scott                           | + 15 s     |
| 7.º | Franklin Archibold   | Panamá es Cultura y Valores         | + 16 s     |
| 8.º | Didier Chaparro      | Supergiros-Alcaldía de Manizales    | + 19 s     |
| 9.º | Rafael Stiven Pineda | Colnago CM Team                     | + 19 s     |
| 10.º | Frank Osorio         |                                     | + 20 s     |

| \| Clasificación general \| Clasificación general \| Clasificación general \| Clasificación general \| Clasificación general \| \| Ciclista \| Ciclista \| Equipo \| Tiempo \| \| \| --------------------- \| --------------------- \| ----------------------------------- \| --------------------- \| --------------------- \| \| 1.º \| Óscar Sevilla \| Medellín-EPM \| 8 min 43 s \| \| \| 2.º \| Fabio Duarte \| Medellín-EPM \| + 2 s \| \| \| 3.º \| Bryan Gómez \| Supergiros-Alcaldía de Manizales \| + 3 s \| \| \| 4.º \| Daniel Jaramillo \| Idea-Antioqueño-Lotería de Medellín \| + 10 s \| \| \| 5.º \| José Tito Hernández \| Medellín-EPM \| + 15 s \| \| \| 6.º \| Hernando Bohórquez \| EPM-Scott \| + 15 s \| \| \| 7.º \| Franklin Archibold \| Panamá es Cultura y Valores \| + 16 s \| \| \| 8.º \| Didier Chaparro \| Supergiros-Alcaldía de Manizales \| + 19 s \| \| \| 9.º \| Rafael Stiven Pineda \| Colnago CM Team \| + 19 s \| \| \| 10.º \| Frank Osorio \| \| + 20 s \| \| |                      |                                     |            |
| |                      |                                     |            |
| Fuente: ProCyclingStats |                      |                                     |            |
| Clasificación general |                      |                                     |            |
| Ciclista | Ciclista             | Equipo                              | Tiempo     |
| 1.º | Óscar Sevilla        | Medellín-EPM                        | 8 min 43 s |
| 2.º | Fabio Duarte         | Medellín-EPM                        | + 2 s      |
| 3.º | Bryan Gómez          | Supergiros-Alcaldía de Manizales    | + 3 s      |
| 4.º | Daniel Jaramillo     | Idea-Antioqueño-Lotería de Medellín | + 10 s     |
| 5.º | José Tito Hernández  | Medellín-EPM                        | + 15 s     |
| 6.º | Hernando Bohórquez   | EPM-Scott                           | + 15 s     |
| 7.º | Franklin Archibold   | Panamá es Cultura y Valores         | + 16 s     |
| 8.º | Didier Chaparro      | Supergiros-Alcaldía de Manizales    | + 19 s     |
| 9.º | Rafael Stiven Pineda | Colnago CM Team                     | + 19 s     |
| 10.º | Frank Osorio         |                                     | + 20 s     |

### 1.ª etapa
| Yopal - Yopal | etapa escarpada | (188,1 km) |

| \| Clasificación de la etapa \| Clasificación de la etapa \| Clasificación de la etapa \| Clasificación de la etapa \| Clasificación de la etapa \| \| Ciclista \| Ciclista \| Equipo \| Tiempo \| \| \| ------------------------- \| ------------------------- \| ---------------------------------------- \| ------------------------- \| ------------------------- \| \| 1.º \| Nelson Soto Martínez \| Colombia Tierra de Atletas-GW Bicicletas \| 4 h 21 min 42 s \| \| \| 2.º \| Luis Carlos Chía \| Colnago CM Team \| + 0 s \| \| \| 3.º \| Jordan Parra \| Soñando Colombia \| + 0 s \| \| \| 4.º \| Diego Ochoa \| EPM-Scott \| + 0 s \| \| \| 5.º \| Bryan Gómez \| Supergiros-Alcaldía de Manizales \| + 0 s \| \| \| 6.º \| Aldemar Reyes Ortega \| EPM-Scott \| + 0 s \| \| \| 7.º \| Hernando Bohórquez \| EPM-Scott \| + 0 s \| \| \| 8.º \| Wilmar Molina \| Fundación Depormundo \| + 0 s \| \| \| 9.º \| Óscar Pachón \| Sundark Arawak \| + 0 s \| \| \| 10.º \| Adrián Bustamante \| Kelly-Simoldes-UDO \| + 0 s \| \| |                      |                                          |                 |
| |                      |                                          |                 |
| Fuente: ProCyclingStats |                      |                                          |                 |
| Clasificación de la etapa |                      |                                          |                 |
| Ciclista | Ciclista             | Equipo                                   | Tiempo          |
| 1.º | Nelson Soto Martínez | Colombia Tierra de Atletas-GW Bicicletas | 4 h 21 min 42 s |
| 2.º | Luis Carlos Chía     | Colnago CM Team                          | + 0 s           |
| 3.º | Jordan Parra         | Soñando Colombia                         | + 0 s           |
| 4.º | Diego Ochoa          | EPM-Scott                                | + 0 s           |
| 5.º | Bryan Gómez          | Supergiros-Alcaldía de Manizales         | + 0 s           |
| 6.º | Aldemar Reyes Ortega | EPM-Scott                                | + 0 s           |
| 7.º | Hernando Bohórquez   | EPM-Scott                                | + 0 s           |
| 8.º | Wilmar Molina        | Fundación Depormundo                     | + 0 s           |
| 9.º | Óscar Pachón         | Sundark Arawak                           | + 0 s           |
| 10.º | Adrián Bustamante    | Kelly-Simoldes-UDO                       | + 0 s           |

| \| Clasificación general \| Clasificación general \| Clasificación general \| Clasificación general \| Clasificación general \| \| Ciclista \| Ciclista \| Equipo \| Tiempo \| \| \| --------------------- \| --------------------- \| ----------------------------------- \| --------------------- \| --------------------- \| \| 1.º \| Óscar Sevilla \| Medellín-EPM \| 4 h 30 min 25 s \| \| \| 2.º \| Fabio Duarte \| Medellín-EPM \| + 2 s \| \| \| 3.º \| Bryan Gómez \| Supergiros-Alcaldía de Manizales \| + 3 s \| \| \| 4.º \| Daniel Jaramillo \| Idea-Antioqueño-Lotería de Medellín \| + 10 s \| \| \| 5.º \| José Tito Hernández \| Medellín-EPM \| + 15 s \| \| \| 6.º \| Hernando Bohórquez \| EPM-Scott \| + 15 s \| \| \| 7.º \| Franklin Archibold \| Panamá es Cultura y Valores \| + 16 s \| \| \| 8.º \| Didier Chaparro \| Supergiros-Alcaldía de Manizales \| + 19 s \| \| \| 9.º \| Rafael Stiven Pineda \| Colnago CM Team \| + 19 s \| \| \| 10.º \| Frank Osorio \| \| + 20 s \| \| |                      |                                     |                 |
| |                      |                                     |                 |
| Fuente: ProCyclingStats |                      |                                     |                 |
| Clasificación general |                      |                                     |                 |
| Ciclista | Ciclista             | Equipo                              | Tiempo          |
| 1.º | Óscar Sevilla        | Medellín-EPM                        | 4 h 30 min 25 s |
| 2.º | Fabio Duarte         | Medellín-EPM                        | + 2 s           |
| 3.º | Bryan Gómez          | Supergiros-Alcaldía de Manizales    | + 3 s           |
| 4.º | Daniel Jaramillo     | Idea-Antioqueño-Lotería de Medellín | + 10 s          |
| 5.º | José Tito Hernández  | Medellín-EPM                        | + 15 s          |
| 6.º | Hernando Bohórquez   | EPM-Scott                           | + 15 s          |
| 7.º | Franklin Archibold   | Panamá es Cultura y Valores         | + 16 s          |
| 8.º | Didier Chaparro      | Supergiros-Alcaldía de Manizales    | + 19 s          |
| 9.º | Rafael Stiven Pineda | Colnago CM Team                     | + 19 s          |
| 10.º | Frank Osorio         |                                     | + 20 s          |

### 2.ª etapa
| Paipa - Tocancipá | etapa escarpada | (140,2 km) |

| \| Clasificación de la etapa \| Clasificación de la etapa \| Clasificación de la etapa \| Clasificación de la etapa \| Clasificación de la etapa \| \| Ciclista \| Ciclista \| Equipo \| Tiempo \| \| \| ------------------------- \| ------------------------- \| ---------------------------------------- \| ------------------------- \| ------------------------- \| \| 1.º \| Luis Carlos Chía \| Colnago CM Team \| 3 h 15 min 21 s \| \| \| 2.º \| Diego Ochoa \| EPM-Scott \| + 0 s \| \| \| 3.º \| Bryan Gómez \| Supergiros-Alcaldía de Manizales \| + 0 s \| \| \| 4.º \| Julián David Molano \| Soñando Colombia \| + 0 s \| \| \| 5.º \| Ignacio de Jesús Prado \| Canel's-ZeroUno \| + 0 s \| \| \| 6.º \| David Villarreal \| Movistar Team Ecuador \| + 0 s \| \| \| 7.º \| Félix Barón \| Team Cartagena-Liga de Bolívar \| + 0 s \| \| \| 8.º \| Nelson Soto Martínez \| Colombia Tierra de Atletas-GW Bicicletas \| + 0 s \| \| \| 9.º \| Juan Santiago Busaquillo \| Fundación Depormundo \| + 0 s \| \| \| 10.º \| Jordan Parra \| Soñando Colombia \| + 0 s \| \| |                          |                                          |                 |
| |                          |                                          |                 |
| Fuente: ProCyclingStats |                          |                                          |                 |
| Clasificación de la etapa |                          |                                          |                 |
| Ciclista | Ciclista                 | Equipo                                   | Tiempo          |
| 1.º | Luis Carlos Chía         | Colnago CM Team                          | 3 h 15 min 21 s |
| 2.º | Diego Ochoa              | EPM-Scott                                | + 0 s           |
| 3.º | Bryan Gómez              | Supergiros-Alcaldía de Manizales         | + 0 s           |
| 4.º | Julián David Molano      | Soñando Colombia                         | + 0 s           |
| 5.º | Ignacio de Jesús Prado   | Canel's-ZeroUno                          | + 0 s           |
| 6.º | David Villarreal         | Movistar Team Ecuador                    | + 0 s           |
| 7.º | Félix Barón              | Team Cartagena-Liga de Bolívar           | + 0 s           |
| 8.º | Nelson Soto Martínez     | Colombia Tierra de Atletas-GW Bicicletas | + 0 s           |
| 9.º | Juan Santiago Busaquillo | Fundación Depormundo                     | + 0 s           |
| 10.º | Jordan Parra             | Soñando Colombia                         | + 0 s           |

| \| Clasificación general \| Clasificación general \| Clasificación general \| Clasificación general \| Clasificación general \| \| Ciclista \| Ciclista \| Equipo \| Tiempo \| \| \| --------------------- \| --------------------- \| ---------------------------------------- \| --------------------- \| --------------------- \| \| 1.º \| Bryan Gómez \| Supergiros-Alcaldía de Manizales \| 7 h 45 min 45 s \| \| \| 2.º \| Óscar Sevilla \| Medellín-EPM \| + 1 s \| \| \| 3.º \| Fabio Duarte \| Medellín-EPM \| + 3 s \| \| \| 4.º \| Daniel Jaramillo \| Idea-Antioqueño-Lotería de Medellín \| + 11 s \| \| \| 5.º \| José Tito Hernández \| Medellín-EPM \| + 16 s \| \| \| 6.º \| Hernando Bohórquez \| EPM-Scott \| + 16 s \| \| \| 7.º \| Franklin Archibold \| Panamá es Cultura y Valores \| + 17 s \| \| \| 8.º \| Didier Chaparro \| Supergiros-Alcaldía de Manizales \| + 20 s \| \| \| 9.º \| Rafael Stiven Pineda \| Colnago CM Team \| + 20 s \| \| \| 10.º \| Óscar Quiroz \| Colombia Tierra de Atletas-GW Bicicletas \| + 21 s \| \| |                      |                                          |                 |
| |                      |                                          |                 |
| Fuente: ProCyclingStats |                      |                                          |                 |
| Clasificación general |                      |                                          |                 |
| Ciclista | Ciclista             | Equipo                                   | Tiempo          |
| 1.º | Bryan Gómez          | Supergiros-Alcaldía de Manizales         | 7 h 45 min 45 s |
| 2.º | Óscar Sevilla        | Medellín-EPM                             | + 1 s           |
| 3.º | Fabio Duarte         | Medellín-EPM                             | + 3 s           |
| 4.º | Daniel Jaramillo     | Idea-Antioqueño-Lotería de Medellín      | + 11 s          |
| 5.º | José Tito Hernández  | Medellín-EPM                             | + 16 s          |
| 6.º | Hernando Bohórquez   | EPM-Scott                                | + 16 s          |
| 7.º | Franklin Archibold   | Panamá es Cultura y Valores              | + 17 s          |
| 8.º | Didier Chaparro      | Supergiros-Alcaldía de Manizales         | + 20 s          |
| 9.º | Rafael Stiven Pineda | Colnago CM Team                          | + 20 s          |
| 10.º | Óscar Quiroz         | Colombia Tierra de Atletas-GW Bicicletas | + 21 s          |

### 3.ª etapa
| Mosquera - Ibagué | etapa de media montaña | (181,1 km) |

| \| Clasificación de la etapa \| Clasificación de la etapa \| Clasificación de la etapa \| Clasificación de la etapa \| Clasificación de la etapa \| \| Ciclista \| Ciclista \| Equipo \| Tiempo \| \| \| ------------------------- \| ------------------------- \| ---------------------------------------- \| ------------------------- \| ------------------------- \| \| 1.º \| Brayan Sánchez \| Medellín-EPM \| 4 h 07 min 16 s \| \| \| 2.º \| Aldemar Reyes Ortega \| EPM-Scott \| + 0 s \| \| \| 3.º \| Alexander Gil \| Idea-Antioqueño-Lotería de Medellín \| + 0 s \| \| \| 4.º \| Nelson Soto Martínez \| Colombia Tierra de Atletas-GW Bicicletas \| + 0 s \| \| \| 5.º \| Juan Pablo Suárez \| EPM-Scott \| + 0 s \| \| \| 6.º \| Óscar Sevilla \| Medellín-EPM \| + 0 s \| \| \| 7.º \| Didier Chaparro \| Supergiros-Alcaldía de Manizales \| + 0 s \| \| \| 8.º \| Róbigzon Oyola \| Medellín-EPM \| + 8 s \| \| \| 9.º \| Rafael Stiven Pineda \| Colnago CM Team \| + 8 s \| \| \| 10.º \| Walter Pedraza \| Team Cartagena-Liga de Bolívar \| + 8 s \| \| |                      |                                          |                 |
| |                      |                                          |                 |
| Fuente: ProCyclingStats |                      |                                          |                 |
| Clasificación de la etapa |                      |                                          |                 |
| Ciclista | Ciclista             | Equipo                                   | Tiempo          |
| 1.º | Brayan Sánchez       | Medellín-EPM                             | 4 h 07 min 16 s |
| 2.º | Aldemar Reyes Ortega | EPM-Scott                                | + 0 s           |
| 3.º | Alexander Gil        | Idea-Antioqueño-Lotería de Medellín      | + 0 s           |
| 4.º | Nelson Soto Martínez | Colombia Tierra de Atletas-GW Bicicletas | + 0 s           |
| 5.º | Juan Pablo Suárez    | EPM-Scott                                | + 0 s           |
| 6.º | Óscar Sevilla        | Medellín-EPM                             | + 0 s           |
| 7.º | Didier Chaparro      | Supergiros-Alcaldía de Manizales         | + 0 s           |
| 8.º | Róbigzon Oyola       | Medellín-EPM                             | + 8 s           |
| 9.º | Rafael Stiven Pineda | Colnago CM Team                          | + 8 s           |
| 10.º | Walter Pedraza       | Team Cartagena-Liga de Bolívar           | + 8 s           |

| \| Clasificación general \| Clasificación general \| Clasificación general \| Clasificación general \| Clasificación general \| \| Ciclista \| Ciclista \| Equipo \| Tiempo \| \| \| --------------------- \| --------------------- \| ----------------------------------- \| --------------------- \| --------------------- \| \| 1.º \| Óscar Sevilla \| Medellín-EPM \| 11 h 53 min 02 s \| \| \| 2.º \| Fabio Duarte \| Medellín-EPM \| + 10 s \| \| \| 3.º \| Aldemar Reyes Ortega \| EPM-Scott \| + 15 s \| \| \| 4.º \| Brayan Sánchez \| Medellín-EPM \| + 16 s \| \| \| 5.º \| Alexander Gil \| Idea-Antioqueño-Lotería de Medellín \| + 18 s \| \| \| 6.º \| Daniel Jaramillo \| Idea-Antioqueño-Lotería de Medellín \| + 18 s \| \| \| 7.º \| Didier Chaparro \| Supergiros-Alcaldía de Manizales \| + 19 s \| \| \| 8.º \| Juan Pablo Suárez \| EPM-Scott \| + 21 s \| \| \| 9.º \| José Tito Hernández \| Medellín-EPM \| + 23 s \| \| \| 10.º \| Franklin Archibold \| Panamá es Cultura y Valores \| + 24 s \| \| |                      |                                     |                  |
| |                      |                                     |                  |
| Fuente: ProCyclingStats |                      |                                     |                  |
| Clasificación general |                      |                                     |                  |
| Ciclista | Ciclista             | Equipo                              | Tiempo           |
| 1.º | Óscar Sevilla        | Medellín-EPM                        | 11 h 53 min 02 s |
| 2.º | Fabio Duarte         | Medellín-EPM                        | + 10 s           |
| 3.º | Aldemar Reyes Ortega | EPM-Scott                           | + 15 s           |
| 4.º | Brayan Sánchez       | Medellín-EPM                        | + 16 s           |
| 5.º | Alexander Gil        | Idea-Antioqueño-Lotería de Medellín | + 18 s           |
| 6.º | Daniel Jaramillo     | Idea-Antioqueño-Lotería de Medellín | + 18 s           |
| 7.º | Didier Chaparro      | Supergiros-Alcaldía de Manizales    | + 19 s           |
| 8.º | Juan Pablo Suárez    | EPM-Scott                           | + 21 s           |
| 9.º | José Tito Hernández  | Medellín-EPM                        | + 23 s           |
| 10.º | Franklin Archibold   | Panamá es Cultura y Valores         | + 24 s           |

### 4.ª etapa
| Ibagué - Alto de La Línea | etapa de montaña | (122,2 km) |

| \| Clasificación de la etapa \| Clasificación de la etapa \| Clasificación de la etapa \| Clasificación de la etapa \| Clasificación de la etapa \| \| Ciclista \| Ciclista \| Equipo \| Tiempo \| \| \| ------------------------- \| ------------------------- \| ---------------------------------------- \| ------------------------- \| ------------------------- \| \| 1.º \| Yesid Pira \| Liro-Alcaldía de La Vega \| 3 h 38 min 08 s \| \| \| 2.º \| Juan Pablo Suárez \| EPM-Scott \| + 1 min 00 s \| \| \| 3.º \| José Tito Hernández \| Medellín-EPM \| + 1 min 07 s \| \| \| 4.º \| Alexander Gil \| Idea-Antioqueño-Lotería de Medellín \| + 1 min 07 s \| \| \| 5.º \| Didier Chaparro \| Supergiros-Alcaldía de Manizales \| + 1 min 28 s \| \| \| 6.º \| Danny Osorio \| Idea-Antioqueño-Lotería de Medellín \| + 1 min 29 s \| \| \| 7.º \| Freddy Montaña \| EPM-Scott \| + 1 min 41 s \| \| \| 8.º \| Hernán Aguirre \| Colombia Tierra de Atletas-GW Bicicletas \| + 1 min 48 s \| \| \| 9.º \| Aristóbulo Cala \| Sundark Arawak \| + 1 min 52 s \| \| \| 10.º \| Aldemar Reyes Ortega \| EPM-Scott \| + 2 min 13 s \| \| |                      |                                          |                 |
| |                      |                                          |                 |
| Fuente: ProCyclingStats |                      |                                          |                 |
| Clasificación de la etapa |                      |                                          |                 |
| Ciclista | Ciclista             | Equipo                                   | Tiempo          |
| 1.º | Yesid Pira           | Liro-Alcaldía de La Vega                 | 3 h 38 min 08 s |
| 2.º | Juan Pablo Suárez    | EPM-Scott                                | + 1 min 00 s    |
| 3.º | José Tito Hernández  | Medellín-EPM                             | + 1 min 07 s    |
| 4.º | Alexander Gil        | Idea-Antioqueño-Lotería de Medellín      | + 1 min 07 s    |
| 5.º | Didier Chaparro      | Supergiros-Alcaldía de Manizales         | + 1 min 28 s    |
| 6.º | Danny Osorio         | Idea-Antioqueño-Lotería de Medellín      | + 1 min 29 s    |
| 7.º | Freddy Montaña       | EPM-Scott                                | + 1 min 41 s    |
| 8.º | Hernán Aguirre       | Colombia Tierra de Atletas-GW Bicicletas | + 1 min 48 s    |
| 9.º | Aristóbulo Cala      | Sundark Arawak                           | + 1 min 52 s    |
| 10.º | Aldemar Reyes Ortega | EPM-Scott                                | + 2 min 13 s    |

| \| Clasificación general \| Clasificación general \| Clasificación general \| Clasificación general \| Clasificación general \| \| Ciclista \| Ciclista \| Equipo \| Tiempo \| \| \| --------------------- \| --------------------- \| ----------------------------------- \| --------------------- \| --------------------- \| \| 1.º \| Yesid Pira \| Liro-Alcaldía de La Vega \| 15 h 31 min 58 s \| \| \| 2.º \| Juan Pablo Suárez \| EPM-Scott \| + 27 s \| \| \| 3.º \| Alexander Gil \| Idea-Antioqueño-Lotería de Medellín \| + 37 s \| \| \| 4.º \| José Tito Hernández \| Medellín-EPM \| + 38 s \| \| \| 5.º \| Didier Chaparro \| Supergiros-Alcaldía de Manizales \| + 59 s \| \| \| 6.º \| Danny Osorio \| Idea-Antioqueño-Lotería de Medellín \| + 1 min 15 s \| \| \| 7.º \| Óscar Sevilla \| Medellín-EPM \| + 1 min 34 s \| \| \| 8.º \| Aldemar Reyes Ortega \| EPM-Scott \| + 1 min 40 s \| \| \| 9.º \| Freddy Montaña \| EPM-Scott \| + 1 min 44 s \| \| \| 10.º \| Aristóbulo Cala \| Sundark Arawak \| + 1 min 50 s \| \| |                      |                                     |                  |
| |                      |                                     |                  |
| Fuente: ProCyclingStats |                      |                                     |                  |
| Clasificación general |                      |                                     |                  |
| Ciclista | Ciclista             | Equipo                              | Tiempo           |
| 1.º | Yesid Pira           | Liro-Alcaldía de La Vega            | 15 h 31 min 58 s |
| 2.º | Juan Pablo Suárez    | EPM-Scott                           | + 27 s           |
| 3.º | Alexander Gil        | Idea-Antioqueño-Lotería de Medellín | + 37 s           |
| 4.º | José Tito Hernández  | Medellín-EPM                        | + 38 s           |
| 5.º | Didier Chaparro      | Supergiros-Alcaldía de Manizales    | + 59 s           |
| 6.º | Danny Osorio         | Idea-Antioqueño-Lotería de Medellín | + 1 min 15 s     |
| 7.º | Óscar Sevilla        | Medellín-EPM                        | + 1 min 34 s     |
| 8.º | Aldemar Reyes Ortega | EPM-Scott                           | + 1 min 40 s     |
| 9.º | Freddy Montaña       | EPM-Scott                           | + 1 min 44 s     |
| 10.º | Aristóbulo Cala      | Sundark Arawak                      | + 1 min 50 s     |

### 5.ª etapa
| Armenia - Belalcázar | etapa de media montaña | (146 km) |

| \| Clasificación de la etapa \| Clasificación de la etapa \| Clasificación de la etapa \| Clasificación de la etapa \| Clasificación de la etapa \| \| Ciclista \| Ciclista \| Equipo \| Tiempo \| \| \| ------------------------- \| ------------------------- \| ----------------------------------- \| ------------------------- \| ------------------------- \| \| 1.º \| Aldemar Reyes Ortega \| EPM-Scott \| 3 h 10 min 38 s \| \| \| 2.º \| José Tito Hernández \| Medellín-EPM \| + 0 s \| \| \| 3.º \| Alexander Gil \| Idea-Antioqueño-Lotería de Medellín \| + 5 s \| \| \| 4.º \| Óscar Sevilla \| Medellín-EPM \| + 11 s \| \| \| 5.º \| Didier Chaparro \| Supergiros-Alcaldía de Manizales \| + 12 s \| \| \| 6.º \| Juan Pablo Suárez \| EPM-Scott \| + 12 s \| \| \| 7.º \| Sebastián Castaño \| Idea-Antioqueño-Lotería de Medellín \| + 12 s \| \| \| 8.º \| Danny Osorio \| Idea-Antioqueño-Lotería de Medellín \| + 12 s \| \| \| 9.º \| Juan Diego Guerrero \| Soñando Colombia \| + 12 s \| \| \| 10.º \| Yesid Pira \| Liro-Alcaldía de La Vega \| + 12 s \| \| |                      |                                     |                 |
| |                      |                                     |                 |
| Fuente: ProCyclingStats |                      |                                     |                 |
| Clasificación de la etapa |                      |                                     |                 |
| Ciclista | Ciclista             | Equipo                              | Tiempo          |
| 1.º | Aldemar Reyes Ortega | EPM-Scott                           | 3 h 10 min 38 s |
| 2.º | José Tito Hernández  | Medellín-EPM                        | + 0 s           |
| 3.º | Alexander Gil        | Idea-Antioqueño-Lotería de Medellín | + 5 s           |
| 4.º | Óscar Sevilla        | Medellín-EPM                        | + 11 s          |
| 5.º | Didier Chaparro      | Supergiros-Alcaldía de Manizales    | + 12 s          |
| 6.º | Juan Pablo Suárez    | EPM-Scott                           | + 12 s          |
| 7.º | Sebastián Castaño    | Idea-Antioqueño-Lotería de Medellín | + 12 s          |
| 8.º | Danny Osorio         | Idea-Antioqueño-Lotería de Medellín | + 12 s          |
| 9.º | Juan Diego Guerrero  | Soñando Colombia                    | + 12 s          |
| 10.º | Yesid Pira           | Liro-Alcaldía de La Vega            | + 12 s          |

| \| Clasificación general \| Clasificación general \| Clasificación general \| Clasificación general \| Clasificación general \| \| Ciclista \| Ciclista \| Equipo \| Tiempo \| \| \| --------------------- \| --------------------- \| ----------------------------------- \| --------------------- \| --------------------- \| \| 1.º \| Yesid Pira \| Liro-Alcaldía de La Vega \| 18 h 42 min 48 s \| \| \| 2.º \| José Tito Hernández \| Medellín-EPM \| + 20 s \| \| \| 3.º \| Alexander Gil \| Idea-Antioqueño-Lotería de Medellín \| + 26 s \| \| \| 4.º \| Juan Pablo Suárez \| EPM-Scott \| + 27 s \| \| \| 5.º \| Didier Chaparro \| Supergiros-Alcaldía de Manizales \| + 59 s \| \| \| 6.º \| Danny Osorio \| Idea-Antioqueño-Lotería de Medellín \| + 1 min 15 s \| \| \| 7.º \| Aldemar Reyes Ortega \| EPM-Scott \| + 1 min 18 s \| \| \| 8.º \| Óscar Sevilla \| Medellín-EPM \| + 1 min 33 s \| \| \| 9.º \| Freddy Montaña \| EPM-Scott \| + 1 min 51 s \| \| \| 10.º \| Aristóbulo Cala \| Sundark Arawak \| + 1 min 56 s \| \| |                      |                                     |                  |
| |                      |                                     |                  |
| Fuente: ProCyclingStats |                      |                                     |                  |
| Clasificación general |                      |                                     |                  |
| Ciclista | Ciclista             | Equipo                              | Tiempo           |
| 1.º | Yesid Pira           | Liro-Alcaldía de La Vega            | 18 h 42 min 48 s |
| 2.º | José Tito Hernández  | Medellín-EPM                        | + 20 s           |
| 3.º | Alexander Gil        | Idea-Antioqueño-Lotería de Medellín | + 26 s           |
| 4.º | Juan Pablo Suárez    | EPM-Scott                           | + 27 s           |
| 5.º | Didier Chaparro      | Supergiros-Alcaldía de Manizales    | + 59 s           |
| 6.º | Danny Osorio         | Idea-Antioqueño-Lotería de Medellín | + 1 min 15 s     |
| 7.º | Aldemar Reyes Ortega | EPM-Scott                           | + 1 min 18 s     |
| 8.º | Óscar Sevilla        | Medellín-EPM                        | + 1 min 33 s     |
| 9.º | Freddy Montaña       | EPM-Scott                           | + 1 min 51 s     |
| 10.º | Aristóbulo Cala      | Sundark Arawak                      | + 1 min 56 s     |

### 6.ª etapa
| Chinchiná - Manizales | cronoescalada | (19,8 km) |

| \| Clasificación de la etapa \| Clasificación de la etapa \| Clasificación de la etapa \| Clasificación de la etapa \| Clasificación de la etapa \| \| Ciclista \| Ciclista \| Equipo \| Tiempo \| \| \| ------------------------- \| ------------------------- \| ---------------------------------------- \| ------------------------- \| ------------------------- \| \| 1.º \| Brayan Sánchez \| Medellín-EPM \| 41 min 45 s \| \| \| 2.º \| Óscar Sevilla \| Medellín-EPM \| + 6 s \| \| \| 3.º \| Aldemar Reyes Ortega \| EPM-Scott \| + 8 s \| \| \| 4.º \| Aristóbulo Cala \| Sundark Arawak \| + 13 s \| \| \| 5.º \| Fabio Duarte \| Medellín-EPM \| + 17 s \| \| \| 6.º \| Juan Pablo Suárez \| EPM-Scott \| + 22 s \| \| \| 7.º \| José Tito Hernández \| Medellín-EPM \| + 29 s \| \| \| 8.º \| George Tibaquirá \| Sundark Arawak \| + 30 s \| \| \| 9.º \| Alexander Gil \| Idea-Antioqueño-Lotería de Medellín \| + 48 s \| \| \| 10.º \| Didier Merchán \| Colombia Tierra de Atletas-GW Bicicletas \| + 54 s \| \| |                      |                                          |             |
| |                      |                                          |             |
| Fuente: ProCyclingStats |                      |                                          |             |
| Clasificación de la etapa |                      |                                          |             |
| Ciclista | Ciclista             | Equipo                                   | Tiempo      |
| 1.º | Brayan Sánchez       | Medellín-EPM                             | 41 min 45 s |
| 2.º | Óscar Sevilla        | Medellín-EPM                             | + 6 s       |
| 3.º | Aldemar Reyes Ortega | EPM-Scott                                | + 8 s       |
| 4.º | Aristóbulo Cala      | Sundark Arawak                           | + 13 s      |
| 5.º | Fabio Duarte         | Medellín-EPM                             | + 17 s      |
| 6.º | Juan Pablo Suárez    | EPM-Scott                                | + 22 s      |
| 7.º | José Tito Hernández  | Medellín-EPM                             | + 29 s      |
| 8.º | George Tibaquirá     | Sundark Arawak                           | + 30 s      |
| 9.º | Alexander Gil        | Idea-Antioqueño-Lotería de Medellín      | + 48 s      |
| 10.º | Didier Merchán       | Colombia Tierra de Atletas-GW Bicicletas | + 54 s      |

| \| Clasificación general \| Clasificación general \| Clasificación general \| Clasificación general \| Clasificación general \| \| Ciclista \| Ciclista \| Equipo \| Tiempo \| \| \| --------------------- \| --------------------- \| ----------------------------------- \| --------------------- \| --------------------- \| \| 1.º \| Juan Pablo Suárez \| EPM-Scott \| 19 h 25 min 22 s \| \| \| 2.º \| José Tito Hernández \| Medellín-EPM \| + 0 s \| \| \| 3.º \| Yesid Pira \| Liro-Alcaldía de La Vega \| + 9 s \| \| \| 4.º \| Alexander Gil \| Idea-Antioqueño-Lotería de Medellín \| + 25 s \| \| \| 5.º \| Aldemar Reyes Ortega \| EPM-Scott \| + 37 s \| \| \| 6.º \| Óscar Sevilla \| Medellín-EPM \| + 50 s \| \| \| 7.º \| Aristóbulo Cala \| Sundark Arawak \| + 1 min 20 s \| \| \| 8.º \| Didier Chaparro \| Supergiros-Alcaldía de Manizales \| + 1 min 33 s \| \| \| 9.º \| Danny Osorio \| Idea-Antioqueño-Lotería de Medellín \| + 2 min 32 s \| \| \| 10.º \| Freddy Montaña \| EPM-Scott \| + 2 min 38 s \| \| |                      |                                     |                  |
| |                      |                                     |                  |
| Fuente: ProCyclingStats |                      |                                     |                  |
| Clasificación general |                      |                                     |                  |
| Ciclista | Ciclista             | Equipo                              | Tiempo           |
| 1.º | Juan Pablo Suárez    | EPM-Scott                           | 19 h 25 min 22 s |
| 2.º | José Tito Hernández  | Medellín-EPM                        | + 0 s            |
| 3.º | Yesid Pira           | Liro-Alcaldía de La Vega            | + 9 s            |
| 4.º | Alexander Gil        | Idea-Antioqueño-Lotería de Medellín | + 25 s           |
| 5.º | Aldemar Reyes Ortega | EPM-Scott                           | + 37 s           |
| 6.º | Óscar Sevilla        | Medellín-EPM                        | + 50 s           |
| 7.º | Aristóbulo Cala      | Sundark Arawak                      | + 1 min 20 s     |
| 8.º | Didier Chaparro      | Supergiros-Alcaldía de Manizales    | + 1 min 33 s     |
| 9.º | Danny Osorio         | Idea-Antioqueño-Lotería de Medellín | + 2 min 32 s     |
| 10.º | Freddy Montaña       | EPM-Scott                           | + 2 min 38 s     |

### 7.ª etapa
| Manizales - Mariquita | etapa de montaña | (118,8 km) |

| \| Clasificación de la etapa \| Clasificación de la etapa \| Clasificación de la etapa \| Clasificación de la etapa \| Clasificación de la etapa \| \| Ciclista \| Ciclista \| Equipo \| Tiempo \| \| \| ------------------------- \| ------------------------- \| ---------------------------------------- \| ------------------------- \| ------------------------- \| \| 1.º \| Robinson Chalapud \| Medellín-EPM \| 3 h 05 min 37 s \| \| \| 2.º \| George Tibaquirá \| Sundark Arawak \| + 2 min 47 s \| \| \| 3.º \| Camilo Castro \| UAE Team Colombia \| + 2 min 53 s \| \| \| 4.º \| Óscar Sevilla \| Medellín-EPM \| + 2 min 53 s \| \| \| 5.º \| Alexander Gil \| Idea-Antioqueño-Lotería de Medellín \| + 2 min 53 s \| \| \| 6.º \| Aldemar Reyes Ortega \| EPM-Scott \| + 2 min 53 s \| \| \| 7.º \| Yonathan Eugenio \| EBSA Empresa de Energía Boyacá \| + 2 min 53 s \| \| \| 8.º \| Darwin Atapuma \| Colombia Tierra de Atletas-GW Bicicletas \| + 2 min 53 s \| \| \| 9.º \| Juan Pablo Suárez \| EPM-Scott \| + 2 min 53 s \| \| \| 10.º \| José Tito Hernández \| Medellín-EPM \| + 2 min 53 s \| \| |                      |                                          |                 |
| |                      |                                          |                 |
| Fuente: ProCyclingStats |                      |                                          |                 |
| Clasificación de la etapa |                      |                                          |                 |
| Ciclista | Ciclista             | Equipo                                   | Tiempo          |
| 1.º | Robinson Chalapud    | Medellín-EPM                             | 3 h 05 min 37 s |
| 2.º | George Tibaquirá     | Sundark Arawak                           | + 2 min 47 s    |
| 3.º | Camilo Castro        | UAE Team Colombia                        | + 2 min 53 s    |
| 4.º | Óscar Sevilla        | Medellín-EPM                             | + 2 min 53 s    |
| 5.º | Alexander Gil        | Idea-Antioqueño-Lotería de Medellín      | + 2 min 53 s    |
| 6.º | Aldemar Reyes Ortega | EPM-Scott                                | + 2 min 53 s    |
| 7.º | Yonathan Eugenio     | EBSA Empresa de Energía Boyacá           | + 2 min 53 s    |
| 8.º | Darwin Atapuma       | Colombia Tierra de Atletas-GW Bicicletas | + 2 min 53 s    |
| 9.º | Juan Pablo Suárez    | EPM-Scott                                | + 2 min 53 s    |
| 10.º | José Tito Hernández  | Medellín-EPM                             | + 2 min 53 s    |

| \| Clasificación general \| Clasificación general \| Clasificación general \| Clasificación general \| Clasificación general \| \| Ciclista \| Ciclista \| Equipo \| Tiempo \| \| \| --------------------- \| --------------------- \| ---------------------------------------- \| --------------------- \| --------------------- \| \| 1.º \| Juan Pablo Suárez \| EPM-Scott \| 22 h 33 min 52 s \| \| \| 2.º \| José Tito Hernández \| Medellín-EPM \| + 0 s \| \| \| 3.º \| Yesid Pira \| Liro-Alcaldía de La Vega \| + 9 s \| \| \| 4.º \| Alexander Gil \| Idea-Antioqueño-Lotería de Medellín \| + 25 s \| \| \| 5.º \| Aldemar Reyes Ortega \| EPM-Scott \| + 37 s \| \| \| 6.º \| Óscar Sevilla \| Medellín-EPM \| + 50 s \| \| \| 7.º \| Aristóbulo Cala \| Sundark Arawak \| + 1 min 20 s \| \| \| 8.º \| Danny Osorio \| Idea-Antioqueño-Lotería de Medellín \| + 2 min 32 s \| \| \| 9.º \| Freddy Montaña \| EPM-Scott \| + 2 min 56 s \| \| \| 10.º \| Hernán Aguirre \| Colombia Tierra de Atletas-GW Bicicletas \| + 4 min 46 s \| \| |                      |                                          |                  |
| |                      |                                          |                  |
| Fuente: ProCyclingStats |                      |                                          |                  |
| Clasificación general |                      |                                          |                  |
| Ciclista | Ciclista             | Equipo                                   | Tiempo           |
| 1.º | Juan Pablo Suárez    | EPM-Scott                                | 22 h 33 min 52 s |
| 2.º | José Tito Hernández  | Medellín-EPM                             | + 0 s            |
| 3.º | Yesid Pira           | Liro-Alcaldía de La Vega                 | + 9 s            |
| 4.º | Alexander Gil        | Idea-Antioqueño-Lotería de Medellín      | + 25 s           |
| 5.º | Aldemar Reyes Ortega | EPM-Scott                                | + 37 s           |
| 6.º | Óscar Sevilla        | Medellín-EPM                             | + 50 s           |
| 7.º | Aristóbulo Cala      | Sundark Arawak                           | + 1 min 20 s     |
| 8.º | Danny Osorio         | Idea-Antioqueño-Lotería de Medellín      | + 2 min 32 s     |
| 9.º | Freddy Montaña       | EPM-Scott                                | + 2 min 56 s     |
| 10.º | Hernán Aguirre       | Colombia Tierra de Atletas-GW Bicicletas | + 4 min 46 s     |

### 8.ª etapa
| Mariquita - Alto del Vino | etapa de montaña | (140,4 km) |

| \| Clasificación de la etapa \| Clasificación de la etapa \| Clasificación de la etapa \| Clasificación de la etapa \| Clasificación de la etapa \| \| Ciclista \| Ciclista \| Equipo \| Tiempo \| \| \| ------------------------- \| ------------------------- \| ---------------------------------------- \| ------------------------- \| ------------------------- \| \| 1.º \| Darwin Atapuma \| Colombia Tierra de Atletas-GW Bicicletas \| 4 h 18 min 21 s \| \| \| 2.º \| Alexander Gil \| Idea-Antioqueño-Lotería de Medellín \| + 24 s \| \| \| 3.º \| José Tito Hernández \| Medellín-EPM \| + 46 s \| \| \| 4.º \| Aristóbulo Cala \| Sundark Arawak \| + 53 s \| \| \| 5.º \| Heiner Parra \| Canel's-ZeroUno \| + 1 min 26 s \| \| \| 6.º \| Danny Osorio \| Idea-Antioqueño-Lotería de Medellín \| + 1 min 44 s \| \| \| 7.º \| Sebastián Castaño \| Idea-Antioqueño-Lotería de Medellín \| + 2 min 03 s \| \| \| 8.º \| Juan Diego Guerrero \| Soñando Colombia \| + 2 min 29 s \| \| \| 9.º \| Nicolás Sáenz \| Fundación Esteban Chaves \| + 4 min 11 s \| \| \| 10.º \| Robinson Chalapud \| Medellín-EPM \| + 4 min 14 s \| \| |                     |                                          |                 |
| |                     |                                          |                 |
| Fuente: ProCyclingStats |                     |                                          |                 |
| Clasificación de la etapa |                     |                                          |                 |
| Ciclista | Ciclista            | Equipo                                   | Tiempo          |
| 1.º | Darwin Atapuma      | Colombia Tierra de Atletas-GW Bicicletas | 4 h 18 min 21 s |
| 2.º | Alexander Gil       | Idea-Antioqueño-Lotería de Medellín      | + 24 s          |
| 3.º | José Tito Hernández | Medellín-EPM                             | + 46 s          |
| 4.º | Aristóbulo Cala     | Sundark Arawak                           | + 53 s          |
| 5.º | Heiner Parra        | Canel's-ZeroUno                          | + 1 min 26 s    |
| 6.º | Danny Osorio        | Idea-Antioqueño-Lotería de Medellín      | + 1 min 44 s    |
| 7.º | Sebastián Castaño   | Idea-Antioqueño-Lotería de Medellín      | + 2 min 03 s    |
| 8.º | Juan Diego Guerrero | Soñando Colombia                         | + 2 min 29 s    |
| 9.º | Nicolás Sáenz       | Fundación Esteban Chaves                 | + 4 min 11 s    |
| 10.º | Robinson Chalapud   | Medellín-EPM                             | + 4 min 14 s    |

| \| Clasificación general \| Clasificación general \| Clasificación general \| Clasificación general \| Clasificación general \| \| Ciclista \| Ciclista \| Equipo \| Tiempo \| \| \| --------------------- \| --------------------- \| ---------------------------------------- \| --------------------- \| --------------------- \| \| 1.º \| José Tito Hernández \| Medellín-EPM \| 26 h 52 min 55 s \| \| \| 2.º \| Alexander Gil \| Idea-Antioqueño-Lotería de Medellín \| + 1 s \| \| \| 3.º \| Aristóbulo Cala \| Sundark Arawak \| + 1 min 30 s \| \| \| 4.º \| Danny Osorio \| Idea-Antioqueño-Lotería de Medellín \| + 3 min 34 s \| \| \| 5.º \| Juan Pablo Suárez \| EPM-Scott \| + 4 min 47 s \| \| \| 6.º \| Yesid Pira \| Liro-Alcaldía de La Vega \| + 4 min 56 s \| \| \| 7.º \| Aldemar Reyes Ortega \| EPM-Scott \| + 5 min 24 s \| \| \| 8.º \| Darwin Atapuma \| Colombia Tierra de Atletas-GW Bicicletas \| + 6 min 02 s \| \| \| 9.º \| Óscar Sevilla \| Medellín-EPM \| + 6 min 20 s \| \| \| 10.º \| Heiner Parra \| Canel's-ZeroUno \| + 8 min 19 s \| \| |                      |                                          |                  |
| |                      |                                          |                  |
| Fuente: ProCyclingStats |                      |                                          |                  |
| Clasificación general |                      |                                          |                  |
| Ciclista | Ciclista             | Equipo                                   | Tiempo           |
| 1.º | José Tito Hernández  | Medellín-EPM                             | 26 h 52 min 55 s |
| 2.º | Alexander Gil        | Idea-Antioqueño-Lotería de Medellín      | + 1 s            |
| 3.º | Aristóbulo Cala      | Sundark Arawak                           | + 1 min 30 s     |
| 4.º | Danny Osorio         | Idea-Antioqueño-Lotería de Medellín      | + 3 min 34 s     |
| 5.º | Juan Pablo Suárez    | EPM-Scott                                | + 4 min 47 s     |
| 6.º | Yesid Pira           | Liro-Alcaldía de La Vega                 | + 4 min 56 s     |
| 7.º | Aldemar Reyes Ortega | EPM-Scott                                | + 5 min 24 s     |
| 8.º | Darwin Atapuma       | Colombia Tierra de Atletas-GW Bicicletas | + 6 min 02 s     |
| 9.º | Óscar Sevilla        | Medellín-EPM                             | + 6 min 20 s     |
| 10.º | Heiner Parra         | Canel's-ZeroUno                          | + 8 min 19 s     |

### 9.ª etapa
| Bogotá - Bogotá | etapa llana | (126 km) |

| \| Clasificación de la etapa \| Clasificación de la etapa \| Clasificación de la etapa \| Clasificación de la etapa \| Clasificación de la etapa \| \| Ciclista \| Ciclista \| Equipo \| Tiempo \| \| \| ------------------------- \| ------------------------- \| ---------------------------------------- \| ------------------------- \| ------------------------- \| \| 1.º \| Óscar Quiroz \| Colombia Tierra de Atletas-GW Bicicletas \| 3 h 09 min 25 s \| \| \| 2.º \| Juan Diego Hoyos \| Colnago CM Team \| + 0 s \| \| \| 3.º \| Diego Ochoa \| EPM-Scott \| + 0 s \| \| \| 4.º \| Yesid Pira \| Liro-Alcaldía de La Vega \| + 4 s \| \| \| 5.º \| Andrés Mancipe \| Bicicletas Strongman-Relojes G Force \| + 6 s \| \| \| 6.º \| Yonathan Eugenio \| EBSA Empresa de Energía Boyacá \| + 6 s \| \| \| 7.º \| Walter Pedraza \| Team Cartagena-Liga de Bolívar \| + 6 s \| \| \| 8.º \| Diego Benavides \| Sundark Arawak \| + 6 s \| \| \| 9.º \| Dubán Bobadilla \| Herrera Sport-Ropa Deportiva \| + 6 s \| \| \| 10.º \| Cristian Tobar \| Gob. del Tolima-Tolima Es Pasión \| + 6 s \| \| |                  |                                          |                 |
| |                  |                                          |                 |
| Fuente: ProCyclingStats |                  |                                          |                 |
| Clasificación de la etapa |                  |                                          |                 |
| Ciclista | Ciclista         | Equipo                                   | Tiempo          |
| 1.º | Óscar Quiroz     | Colombia Tierra de Atletas-GW Bicicletas | 3 h 09 min 25 s |
| 2.º | Juan Diego Hoyos | Colnago CM Team                          | + 0 s           |
| 3.º | Diego Ochoa      | EPM-Scott                                | + 0 s           |
| 4.º | Yesid Pira       | Liro-Alcaldía de La Vega                 | + 4 s           |
| 5.º | Andrés Mancipe   | Bicicletas Strongman-Relojes G Force     | + 6 s           |
| 6.º | Yonathan Eugenio | EBSA Empresa de Energía Boyacá           | + 6 s           |
| 7.º | Walter Pedraza   | Team Cartagena-Liga de Bolívar           | + 6 s           |
| 8.º | Diego Benavides  | Sundark Arawak                           | + 6 s           |
| 9.º | Dubán Bobadilla  | Herrera Sport-Ropa Deportiva             | + 6 s           |
| 10.º | Cristian Tobar   | Gob. del Tolima-Tolima Es Pasión         | + 6 s           |

## Clasificaciones finales
Las clasificaciones finalizaron de la siguiente forma:

### Clasificación general
| \| Clasificación general \| Clasificación general \| Clasificación general \| Clasificación general \| Clasificación general \| \| Ciclista \| Ciclista \| Equipo \| Tiempo \| \| \| --------------------- \| --------------------- \| ----------------------------------- \| --------------------- \| --------------------- \| \| 1.º \| José Tito Hernández \| Medellín-EPM \| 30 h 02 min 51 s \| \| \| 2.º \| Alexander Gil \| Idea-Antioqueño-Lotería de Medellín \| + 2 s \| \| \| 3.º \| Aristóbulo Cala \| Sundark Arawak \| + 1 min 31 s \| \| \| 4.º \| Danny Osorio \| Idea-Antioqueño-Lotería de Medellín \| + 3 min 35 s \| \| \| 5.º \| Yesid Pira \| Liro-Alcaldía de La Vega \| + 4 min 29 s \| \| \| 6.º \| Juan Pablo Suárez \| EPM-Scott \| + 4 min 48 s \| \| \| 7.º \| Aldemar Reyes Ortega \| EPM-Scott \| + 5 min 25 s \| \| \| 8.º \| Óscar Sevilla \| Medellín-EPM \| + 6 min 21 s \| \| \| 9.º \| Heiner Parra \| Canel's-ZeroUno \| + 8 min 20 s \| \| \| 10.º \| Juan Diego Guerrero \| Soñando Colombia \| + 10 min 04 s \| \| |                      |                                     |                  |
| |                      |                                     |                  |
| Fuente: ProCyclingStats |                      |                                     |                  |
| Clasificación general |                      |                                     |                  |
| Ciclista | Ciclista             | Equipo                              | Tiempo           |
| 1.º | José Tito Hernández  | Medellín-EPM                        | 30 h 02 min 51 s |
| 2.º | Alexander Gil        | Idea-Antioqueño-Lotería de Medellín | + 2 s            |
| 3.º | Aristóbulo Cala      | Sundark Arawak                      | + 1 min 31 s     |
| 4.º | Danny Osorio         | Idea-Antioqueño-Lotería de Medellín | + 3 min 35 s     |
| 5.º | Yesid Pira           | Liro-Alcaldía de La Vega            | + 4 min 29 s     |
| 6.º | Juan Pablo Suárez    | EPM-Scott                           | + 4 min 48 s     |
| 7.º | Aldemar Reyes Ortega | EPM-Scott                           | + 5 min 25 s     |
| 8.º | Óscar Sevilla        | Medellín-EPM                        | + 6 min 21 s     |
| 9.º | Heiner Parra         | Canel's-ZeroUno                     | + 8 min 20 s     |
| 10.º | Juan Diego Guerrero  | Soñando Colombia                    | + 10 min 04 s    |

### Clasificación por puntos
| Clasificación por puntos | Clasificación por puntos | Clasificación por puntos            | Clasificación por puntos | Clasificación por puntos |
| Ciclista                 | Ciclista                 | Equipo                              | Puntos                   |                          |
| ------------------------ | ------------------------ | ----------------------------------- | ------------------------ | ------------------------ |
| 1.º                      | Aldemar Reyes Ortega     | EPM-Scott                           | 49 pts                   |                          |
| 2.º                      | Alexander Gil            | Idea-Antioqueño-Lotería de Medellín | 49 pts                   |                          |
| 3.º                      | Óscar Sevilla            | Medellín-EPM                        | 48 pts                   |                          |
| 4.º                      | José Tito Hernández      | Medellín-EPM                        | 46 pts                   |                          |
| 5.º                      | Juan Pablo Suárez        | EPM-Scott                           | 36 pts                   |                          |
| 6.º                      | Diego Ochoa              | EPM-Scott                           | 30 pts                   |                          |
| 7.º                      | Brayan Sánchez           | Medellín-EPM                        | 29 pts                   |                          |
| 8.º                      | Yesid Pira               | Liro-Alcaldía de La Vega            | 27 pts                   |                          |
| 9.º                      | Aristóbulo Cala          | Sundark Arawak                      | 25 pts                   |                          |
| 10.º                     | Ignacio de Jesús Prado   | Canel's-ZeroUno                     | 24 pts                   |                          |

### Clasificación de la montaña
| Clasificación de la montaña | Clasificación de la montaña | Clasificación de la montaña              | Clasificación de la montaña | Clasificación de la montaña |
| Ciclista                    | Ciclista                    | Equipo                                   | Puntos                      |                             |
| --------------------------- | --------------------------- | ---------------------------------------- | --------------------------- | --------------------------- |
| 1.º                         | Brayan Sánchez              | Medellín-EPM                             | 36 pts                      |                             |
| 2.º                         | Hernán Aguirre              | Colombia Tierra de Atletas-GW Bicicletas | 35 pts                      |                             |
| 3.º                         | Yesid Pira                  | Liro-Alcaldía de La Vega                 | 31 pts                      |                             |
| 4.º                         | José Tito Hernández         | Medellín-EPM                             | 29 pts                      |                             |
| 5.º                         | Alexander Gil               | Idea-Antioqueño-Lotería de Medellín      | 28 pts                      |                             |
| 6.º                         | Darwin Atapuma              | Colombia Tierra de Atletas-GW Bicicletas | 20 pts                      |                             |
| 7.º                         | Juan Pablo Suárez           | EPM-Scott                                | 19 pts                      |                             |
| 8.º                         | Aristóbulo Cala             | Sundark Arawak                           | 18 pts                      |                             |
| 9.º                         | Robinson Chalapud           | Medellín-EPM                             | 17 pts                      |                             |
| 10.º                        | Bernardo Suaza              | Medellín-EPM                             | 14 pts                      |                             |

### Clasificación sprint especial (metas volantes)
| Clasificación de las metas volantes | Clasificación de las metas volantes | Clasificación de las metas volantes      | Clasificación de las metas volantes | Clasificación de las metas volantes |
| Ciclista                            | Ciclista                            | Equipo                                   | Puntos                              |                                     |
| ----------------------------------- | ----------------------------------- | ---------------------------------------- | ----------------------------------- | ----------------------------------- |
| 1.º                                 | Ignacio de Jesús Prado              | Canel's-ZeroUno                          | 17 pts                              |                                     |
| 2.º                                 | José Serpa                          | Team Cartagena-Liga de Bolívar           | 7 pts                               |                                     |
| 3.º                                 | Walter Pedraza                      | Team Cartagena-Liga de Bolívar           | 5 pts                               |                                     |
| 4.º                                 | Bernardo Suaza                      | Medellín-EPM                             | 5 pts                               |                                     |
| 5.º                                 | Juan Pablo Restrepo                 | Colnago CM Team                          | 4 pts                               |                                     |
| 6.º                                 | Brayan Sánchez                      | Medellín-EPM                             | 4 pts                               |                                     |
| 7.º                                 | Yonathan Eugenio                    | EBSA Empresa de Energía Boyacá           | 3 pts                               |                                     |
| 8.º                                 | Róbigzon Oyola                      | Medellín-EPM                             | 3 pts                               |                                     |
| 9.º                                 | Óscar Quiroz                        | Colombia Tierra de Atletas-GW Bicicletas | 3 pts                               |                                     |
| 10.º                                | Camilo Castiblanco                  | Liro-Alcaldía de La Vega                 | 2 pts                               |                                     |

### Clasificación sub-23
| Clasificación sub-23 | Clasificación sub-23   | Clasificación sub-23                 | Clasificación sub-23 | Clasificación sub-23 |
| Ciclista             | Ciclista               | Equipo                               | Tiempo               |                      |
| -------------------- | ---------------------- | ------------------------------------ | -------------------- | -------------------- |
| 1.º                  | Yesid Pira             | Liro-Alcaldía de La Vega             | 30 h 07 min 20 s     |                      |
| 2.º                  | Frank Sebastián Flórez | Bicicletas Strongman-Relojes G Force | + 36 min 48 s        |                      |
| 3.º                  | Camilo Castro          | UAE Team Colombia                    | + 37 min 44 s        |                      |
| 4.º                  | Diego Benavides        | Sundark Arawak                       | + 55 min 00 s        |                      |
| 5.º                  | Juan Pablo Vallejo     | UAE Team Colombia                    | + 1 h 01 min 22 s    |                      |
| 6.º                  | Juan Pablo Restrepo    | Colnago CM Team                      | + 1 h 02 min 05 s    |                      |
| 7.º                  | Andrés Mancipe         | Bicicletas Strongman-Relojes G Force | + 1 h 03 min 24 s    |                      |
| 8.º                  | Bryan Obando           | UAE Team Colombia                    | + 1 h 13 min 40 s    |                      |
| 9.º                  | Alejandro González     | Ediciones Mar-Alcaldía Santana Irdet | + 1 h 15 min 51 s    |                      |
| 10.º                 | Cristian Rico          | Bicicletas Strongman-Relojes G Force | + 1 h 29 min 02 s    |                      |

### Clasificación por equipos
| Clasificación por equipos | Clasificación por equipos            | Clasificación por equipos | Clasificación por equipos |
| Equipo                    | Equipo                               | Tiempo                    |                           |
| ------------------------- | ------------------------------------ | ------------------------- | ------------------------- |
| 1.º                       | Medellín                             | 89 h 51 min 15 s          |                           |
| 2.º                       | Idea-Antioqueño-Lotería de Medellín  | + 1 min 10 s              |                           |
| 3.º                       | EPM-Scott                            | + 19 min 13 s             |                           |
| 4.º                       | Colombia Tierra de Atletas-GW        | + 29 min 02 s             |                           |
| 5.º                       | Sundark Arawak                       | + 1 h 10 min 54 s         |                           |
| 6.º                       | EBSA Empresa de Energía Boyacá       | + 1 h 18 min 56 s         |                           |
| 7.º                       | Soñando Colombia                     | + 1 h 25 min 45 s         |                           |
| 8.º                       | Canel's-ZeroUno                      | + 2 h 04 min 45 s         |                           |
| 9.º                       | Herrera Sport-Ropa Deportiva         | + 2 h 08 min 08 s         |                           |
| 10.º                      | Bicicletas Strongman-Relojes G Force | + 2 h 21 min 14 s         |                           |

## Evolución de las clasificaciones
| Etapa                   | Vencedor                | Clasificación general | Clasificación por puntos | Clasificación de la montaña | Clasificación sprint especial | Clasificación de los jóvenes | Clasificación de los novatos | Clasificación por equipos |
| ----------------------- | ----------------------- | --------------------- | ------------------------ | --------------------------- | ----------------------------- | ---------------------------- | ---------------------------- | ------------------------- |
| Prólogo                 | Óscar Sevilla           | Óscar Sevilla         | Fabio Duarte             | Bryan Gómez                 | Daniel Jaramillo              | Rafael Stiven Pineda         | Herberth Gutiérrez           | EPM-Scott                 |
| 1.ª                     | Nelson Soto Martínez    | Óscar Sevilla         | Nelson Soto Martínez     | Ignacio Prado               | Steven Cuesta                 | Rafael Stiven Pineda         | Julian Osorio                | EPM-Scott                 |
| 2.ª                     | Luis Carlos Chía        | Bryan Gómez           | Luis Carlos Chía         | Duban Bobadilla             | Steven Cuesta                 | Rafael Stiven Pineda         | Andrés Romero                | EPM-Scott                 |
| 3.ª                     | Brayan Sánchez          | Óscar Sevilla         | Nelson Soto Martínez     | Yesid Pira                  | Steven Cuesta                 | Rafael Stiven Pineda         | Didier Merchán               | EPM-Scott                 |
| 4.ª                     | Yesid Pira              | Yesid Pira            | Nelson Soto Martínez     | Yesid Pira                  | Steven Cuesta                 | Yesid Pira                   | Yesid Pira                   | EPM-Scott                 |
| 5.ª                     | Aldemar Reyes           | Yesid Pira            | Nelson Soto Martínez     | Yesid Pira                  | Steven Cuesta                 | Yesid Pira                   | Yesid Pira                   | EPM-Scott                 |
| 6.ª                     | Brayan Sánchez          | Juan Pablo Suárez     | Aldemar Reyes            | Yesid Pira                  | Steven Cuesta                 | Yesid Pira                   | Yesid Pira                   | EPM-Scott                 |
| 7.ª                     | Robinson Chalapud       | Juan Pablo Suárez     | Aldemar Reyes            | Yesid Pira                  | Steven Cuesta                 | Yesid Pira                   | Yesid Pira                   | Medellín                  |
| 8.ª                     | Darwin Atapuma          | José Tito Hernández   | Aldemar Reyes            | Brayan Sánchez              | Ignacio Prado                 | Yesid Pira                   | Yesid Pira                   | Medellín                  |
| 9.ª                     | Óscar Quiroz            | José Tito Hernández   | Aldemar Reyes            | Brayan Sánchez              | Ignacio Prado                 | Yesid Pira                   | Yesid Pira                   | Medellín                  |
| Clasificaciones finales | Clasificaciones finales | José Tito Hernández   | Aldemar Reyes            | Brayan Sánchez              | Ignacio Prado                 | Yesid Pira                   | Yesid Pira                   | Medellín                  |

## UCI America Tour
La Vuelta a Colombia otorgó puntos para el UCI America Tour y el UCI World Ranking para corredores de los equipos en las categorías UCI ProTeam y Continental. Las siguientes tablas muestran el baremo de puntuación y los 10 corredores que obtuvieron más puntos:
| Posición              | 1.º | 2.º | 3.º | 4.º | 5.º | 6.º | 7.º | 8.º | 9.º | 10.º |
| Clasificación general | 40  | 30  | 25  | 20  | 15  | 10  | 5   | 3   | 3   | 3    |
| Por etapa             | 7   | 3   | 1   |     |     |     |     |     |     |      |
| Líder                 | 1   |     |     |     |     |     |     |     |     |      |

| Clasificación |                      |                                     |         |       |       |       |
| Posición      | Ciclista             | Equipo                              | General | Etapa | Líder | Total |
| ------------- | -------------------- | ----------------------------------- | ------- | ----- | ----- | ----- |
| 1.º           | José Tito Hernández  | Medellín                            | 40      | 5     | 1     | 46    |
| 2.º           | Alexander Gil        | Idea-Antioqueño-Lotería de Medellín | 30      | 5     | -     | 35    |
| 3.º           | Aristóbulo Cala      | Sundark Arawak                      | 25      | -     | -     | 25    |
| 4.º           | Yesid Pira           | Liro-Alcaldía de La Vega            | 15      | 7     | 2     | 24    |
| 5.º           | Danny Osorio         | Idea-Antioqueño-Lotería de Medellín | 20      | -     | -     | 20    |
| 6.º           | Aldemar Reyes Ortega | EPM-Scott                           | 5       | 11    | -     | 16    |
| 7.º           | Óscar Sevilla        | Medellín                            | 3       | 10    | 3     | 16    |
| 8.º           | Juan Pablo Suárez    | EPM-Scott                           | 10      | 3     | 2     | 15    |
| 9.º           | Brayan Sánchez       | Medellín                            | -       | 14    | -     | 14    |
| 10.º          | Luis Carlos Chía     | Colnago CM Team                     | -       | 10    | -     | 10    |